# Uniwersytet Anadolu
Uniwersytet Anadolu (tur. Anadolu Üniversitesi; ang. Anadolu University) – publiczny uniwersytet w Eskişehir w Turcji. Drugi pod względem wielkości uniwersytet na świecie, liczący prawie 2 miliony studentów. Powstał w 1982 roku z połączenia czterech istniejących uczelni w Eskişehir. Większość wydziałów i szkół uczelni, w tym Wydział Edukacji Otwartej, znajdują się w Kampusie Yunusemre w centrum Eskişehir. Uniwersytet posiada 16 wydziałów, z których 3 oferują kształcenie na odległość.

## Absolwenci
- Fethi Heper – piłkarz
- Ayşegül Günay – aktorka
- Pelin Karahan – aktorka
- Beyazıt Öztürk – osobowość telewizyjna
- Erkan Petekkaya – aktor
- Levent Üzümcü – aktor
- Nurgül Yeşilçay – aktorka